# Stanley-Cup-Playoffs 1948
Die Playoffs um den Stanley Cup des Jahres 1948 begannen am 24. März 1948 und endeten am 14. April 1948 mit dem 4:0-Erfolg der Toronto Maple Leafs gegen die Detroit Red Wings. Die Maple Leafs errangen damit den zweiten Titel in Serie, ihren dritten in den letzten vier Jahren sowie den insgesamt siebten ihrer Franchise-Geschichte. Darüber hinaus stellten sie in Person von Theodore Kennedy den besten Scorer und treffsichersten Torschützen der post-season. Für die Red Wings war es nach 1945 die zweite Finalniederlage gegen Toronto in Folge, bevor im Folgejahr gar die dritte dieser Art folgen sollte.

## Modus
Für die Playoffs qualifizierten sich die vier besten Teams der Liga. Im Halbfinale standen sich der Erste und der Dritte sowie der Zweite und der Vierte der Abschlusstabelle gegenüber. Die jeweiligen Sieger bestritten anschließend das Stanley-Cup-Finale.
Alle Serien wurden dabei im Best-of-Seven-Modus ausgetragen, das heißt, dass ein Team vier Siege zum Weiterkommen benötigte. Das höher gesetzte Team hatte dabei in den ersten beiden Spielen Heimrecht, die nächsten beiden das gegnerische Team. Sollte bis dahin kein Sieger aus der Runde hervorgegangen sein, wechselte das Heimrecht von Spiel zu Spiel. So hatte die höher gesetzte Mannschaft in den Spielen 1, 2, 5 und 7, also vier der maximal sieben Spiele, einen Heimvorteil.
Bei Spielen, die nach der regulären Spielzeit von 60 Minuten unentschieden blieben, folgte die Overtime. Sie endete durch das erste erzielte Tor (Sudden Death).

## Qualifizierte Teams
- (1) Toronto Maple Leafs
- (2) Detroit Red Wings
- (3) Boston Bruins
- (4) New York Rangers

## Playoff-Baum
|  | Halbfinale | Halbfinale          | Halbfinale |  |  | Stanley-Cup-Finale | Stanley-Cup-Finale  | Stanley-Cup-Finale |
|  |            |                     |            |  |  |                    |                     |                    |
|  |            |                     |            |  |  |                    |                     |                    |
|  | 1          | Toronto Maple Leafs | 4          |  |  |                    |                     |                    |
|  | 3          | Boston Bruins       | 1          |  |  |                    |                     |                    |
|  |            |                     |            |  |  | 1                  | Toronto Maple Leafs | 4                  |
|  |            |                     |            |  |  | 2                  | Detroit Red Wings   | 0                  |
|  | 2          | Detroit Red Wings   | 4          |  |  |                    |                     |                    |
|  | 4          | New York Rangers    | 2          |  |  |                    |                     |                    |
|  |            |                     |            |  |  |                    |                     |                    |

## Halbfinale

### (1) Toronto Maple Leafs – (3) Boston Bruins
| 24. März 1948 | Toronto Maple Leafs Bill Ezinicki (11:29) Max Bentley (37:33) Syl Apps (52:03) Jimmy Thomson (55:34) Nick Metz (77:03) | 5:4 n. V. (1:1, 1:1, 2:2, 1:0) Spielbericht Stand: 1:0 | Boston Bruins Murray Henderson (1:18) Ed Harrison (28:39) Pat Egan (42:35) Ken Smith (48:38) | Maple Leaf Gardens, Toronto, Ontario |

| 27. März 1948 | Toronto Maple Leafs Theodore Kennedy (5:41) Theodore Kennedy (19:54) Theodore Kennedy (26:34) Theodore Kennedy (32:24) Max Bentley (47:37) | 5:3 (2:1, 2:1, 1:1) Spielbericht Stand: 2:0 | Boston Bruins Johnny Peirson (8:39) Pete Babando (22:16) Milt Schmidt (50:43) | Maple Leaf Gardens, Toronto, Ontario |

| 30. März 1948 | Boston Bruins Milt Schmidt (21:10) | 1:5 (0:2, 1:1, 0:2) Spielbericht Stand: 0:3 | Toronto Maple Leafs Howie Meeker (3:40) Bill Barilko (12:28) Theodore Kennedy (29:24) Garth Boesch (47:00) Nick Metz (57:49) | Boston Garden, Boston, Massachusetts |

| 1. April 1948 | Boston Bruins Ed Sandford (2:47) Johnny Peirson (37:31) Johnny Peirson (53:24) | 3:2 (1:0, 1:1, 1:1) Spielbericht Stand: 1:3 | Toronto Maple Leafs Bill Ezinicki (21:36) Syl Apps (55:08) | Boston Garden, Boston, Massachusetts |

| 3. April 1948 | Toronto Maple Leafs Vic Lynn (8:41) Les Costello (16:13) Theodore Kennedy (45:52) | 3:2 (2:1, 0:1, 1:0) Spielbericht Stand: 4:1 | Boston Bruins Jimmy Peters (5:20) Ken Smith (32:08) | Maple Leaf Gardens, Toronto, Ontario |

### (2) Detroit Red Wings – (4) New York Rangers
| 24. März 1948 | Detroit Red Wings Ted Lindsay (15:04) Jim Conacher (19:06) | 2:1 (2:0, 0:0, 0:1) Spielbericht Stand: 1:0 | New York Rangers Tony Leswick (43:35) | Detroit Olympia, Detroit, Michigan |

| 26. März 1948 | Detroit Red Wings Jim McFadden (4:00) Jim McFadden (24:57) Marty Pavelich (28:18) Leo Reise (50:04) Marty Pavelich (54:49) | 5:2 (1:1, 2:0, 2:1) Spielbericht Stand: 2:0 | New York Rangers Edgar Laprade (14:53) Neil Colville (50:51) | Detroit Olympia, Detroit, Michigan |

| 28. März 1948 | New York Rangers Phil Watson (3:32) Phil Watson (10:35) Tony Leswick (49:02) | 3:2 (2:0, 0:1, 1:1) Spielbericht Stand: 1:2 | Detroit Red Wings Ted Lindsay (39:40) Jack Stewart (56:03) | Madison Square Garden, New York City, New York |

| 30. März 1948 | New York Rangers Bryan Hextall (30:08) Ed Kullman (30:41) Tony Leswick (53:32) | 3:1 (0:1, 2:0, 1:0) Spielbericht Stand: 2:2 | Detroit Red Wings Jim McFadden (3:41) | Madison Square Garden, New York City, New York |

| 1. April 1948 | Detroit Red Wings Red Kelly (4:02) Pete Horeck (34:13) Red Kelly (53:55) | 3:1 (1:0, 1:0, 1:1) Spielbericht Stand: 3:2 | New York Rangers Buddy O’Connor (52:49) | Detroit Olympia, Detroit, Michigan |

| 4. April 1948 | New York Rangers Don Raleigh (53:49) Don Raleigh (59:08) | 2:4 (0:3, 0:0, 2:1) Spielbericht Stand: 2:4 | Detroit Red Wings Red Kelly (13:46) Gordie Howe (14:30) Pat Lundy (17:51) Jim McFadden (50:49) | Madison Square Garden, New York City, New York |

## Stanley-Cup-Finale

### (1) Toronto Maple Leafs – (2) Detroit Red Wings
| 7. April 1948 | Toronto Maple Leafs Harry Watson (8:21) Joe Klukay (9:04) Syl Apps (18:24) Gus Mortson (34:31) Howie Meeker (39:21) | 5:3 (3:1, 2:0, 0:2) Spielbericht Stand: 1:0 | Detroit Red Wings Jim McFadden (7:20) Jim Conacher (44:28) Ted Lindsay (45:25) | Maple Leaf Gardens, Toronto, Ontario |

| 10. April 1948 | Toronto Maple Leafs Max Bentley (13:31) Bill Ezinicki (23:38) Max Bentley (37:16) Harry Watson (38:50) | 4:2 (1:0, 3:1, 0:1) Spielbericht Stand: 2:0 | Detroit Red Wings Pete Horeck (38:18) Fern Gauthier (57:18) | Maple Leaf Gardens, Toronto, Ontario |

| 11. April 1948 | Detroit Red Wings | 0:2 (0:0, 0:1, 0:1) Spielbericht Stand: 0:3 | Toronto Maple Leafs Harry Watson (39:42) Vic Lynn (55:16) | Detroit Olympia, Detroit, Michigan |

| 14. April 1948 | Detroit Red Wings Leo Reise (22:41) Pete Horeck (58:48) | 2:7 (0:3, 1:3, 1:1) Spielbericht Stand: 0:4 | Toronto Maple Leafs Theodore Kennedy (2:51) Garth Boesch (5:03) Harry Watson (11:13) Syl Apps (26:26) Theodore Kennedy (29:42) Harry Watson (31:38) Les Costello (54:37) | Detroit Olympia, Detroit, Michigan |

### Stanley-Cup-Sieger
| Stanley-Cup-Sieger Toronto Maple Leafs | Torhüter: Turk Broda Verteidiger: Bill Barilko, Garth Boesch, Gus Mortson, Phil Samis, Wally Stanowski, Jimmy Thomson Angreifer: Syl Apps (C), Max Bentley, Les Costello, Bill Ezinicki, Theodore Kennedy, Joe Klukay, Vic Lynn, Howie Meeker, Don Metz, Nick Metz, Sid Smith, Harry Watson Cheftrainer: Hap Day General Manager: Conn Smythe |

## Beste Scorer
Abkürzungen: GP = Spiele, G = Tore, A = Assists, Pts = Punkte, PIM = Strafminuten; Fett: Bestwert
| Spieler          | Team       | GP | G | A | Pts | PIM |
| ---------------- | ---------- | -- | - | - | --- | --- |
| Theodore Kennedy | Toronto    | 9  | 8 | 6 | 14  | 0   |
| Max Bentley      | Toronto    | 9  | 4 | 7 | 11  | 0   |
| Pete Horeck      | Detroit    | 10 | 3 | 7 | 10  | 12  |
| Jim McFadden     | Detroit    | 10 | 5 | 3 | 8   | 10  |
| Syl Apps         | Toronto    | 9  | 4 | 4 | 8   | 0   |
| Harry Watson     | Toronto    | 9  | 5 | 2 | 7   | 9   |
| Milt Schmidt     | Boston     | 5  | 2 | 5 | 7   | 2   |
| Vic Lynn         | Toronto    | 9  | 2 | 5 | 7   | 20  |
| Howie Meeker     | Toronto    | 9  | 2 | 4 | 6   | 15  |
| Johnny Peirson   | Boston     | 5  | 3 | 2 | 5   | 0   |
| Tony Leswick     | NY Rangers | 6  | 3 | 2 | 5   | 2   |
| Red Kelly        | Detroit    | 10 | 3 | 2 | 5   | 2   |

## Beste Torhüter
Die kombinierte Tabelle zeigt die drei besten Torhüter in der Kategorie Gegentorschnitt sowie den jeweils Führenden in Shutouts und Siegen.
Abkürzungen: GP = Spiele, Min = Eiszeit (in Minuten), W = Siege, L = Niederlagen, GA = Gegentore, SO = Shutouts, GAA = Gegentorschnitt; Fett: Bestwert; Sortiert nach Gegentorschnitt.
Erfasst werden nur Torhüter mit 120 absolvierten Spielminuten.
| Spieler      | Team       | GP | Min    | W | L | GA | SO | GAA  |
| ------------ | ---------- | -- | ------ | - | - | -- | -- | ---- |
| Turk Broda   | Toronto    | 9  | 557:03 | 8 | 1 | 20 | 1  | 2,15 |
| Chuck Rayner | NY Rangers | 6  | 360:00 | 2 | 4 | 17 | 0  | 2,83 |
| Harry Lumley | Detroit    | 10 | 600:00 | 4 | 6 | 30 | 0  | 3,00 |